# Hungaroring
Hungaroring je trkača staza, smještena u mjestu Mogyoród u Mađarskoj, te je trenutno domaćin Velike nagrade Mađarske u Formuli 1. 

## Konfiguracija staze
Hungaroring se nalazi blizu Budimpešte, a Velika Nagrada Mađarske koja se vozi na ovoj stazi, je od 1986. stalna postaja u kalendaru Formule 1. Pošto je smještena u dolini, dizajneri staze u potpunosti su iskoristili prirodni potencijal ove lokacije, koristeći neravnine i uspone kako bi pred vozače stavili jedinstveni izazov. A kako se s nekih mjesta vidi i do 80% staze, sjajno je mjesto i za gledatelje.
Unatoč svim pozitivnim osobinama ove staze, pretjecanja su vrlo rijetka i teško izvediva. Jedan od razloga je što se Hungaroring jedva koristi tijekom godine pa je staza vrlo prašnjava, zbog čega je na stazi samo jedna čista linija. Zato je sličnija privremenim uličnim stazama koje su u najboljem stanju u posljednjem krugu utrke. Drugi razlog je konfiguracija staze s puno sporih zavoja i kratkim pravcima. Najbolje mjesto za pretjecanje je prvi zavoj gdje se nalazi i DRS zona. Startno ciljna ravnina 2003. godine je produljena za 200 metara, a prvi zavoj postao je oštriji kako bi se olakšalo pretjecanje. U praksi su dobici tim zahvatom bili minimalni. Zbog nevjerojatno puno zavoja i samo jednog dužeg pravca, bolidi koriste gotovo sav downforce koji mogu dobiti (više se koristi samo u Monaku). Motori su opterećeni više nego u prosjeku zbog male prosječne brzine, što otežava hlađenje, dok su kočnice ispodprosječno opterećene. Gume se iznadprosječno troše, pogotovo stražnje koje se najviše troše na ubrzanju iz velikog broja sporih zavoja.

## Natjecanja
- Formula 1
- Deutsche Tourenwagen Masters
- FIA GT prvenstvo
- Svjetsko prvenstvo turističkih automobila
- Superbike svjetsko prvenstvo
- Renault Sport serija

## Vanjske poveznice
Hungaroring – StatsF1